# Lac Plastíras
Pour l’article homonyme, voir Lac Plastiras (dème).

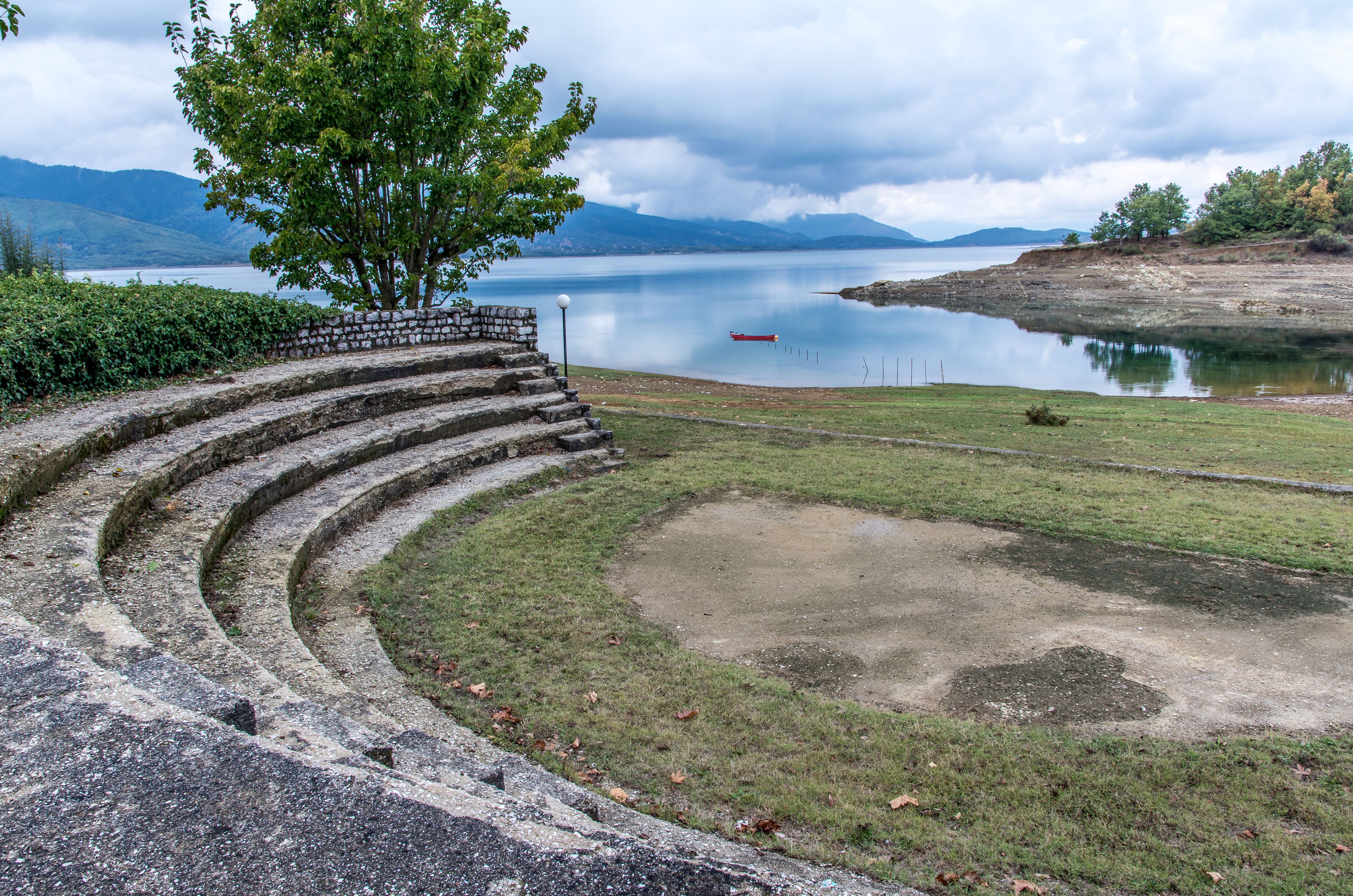
Lac Plastiras.

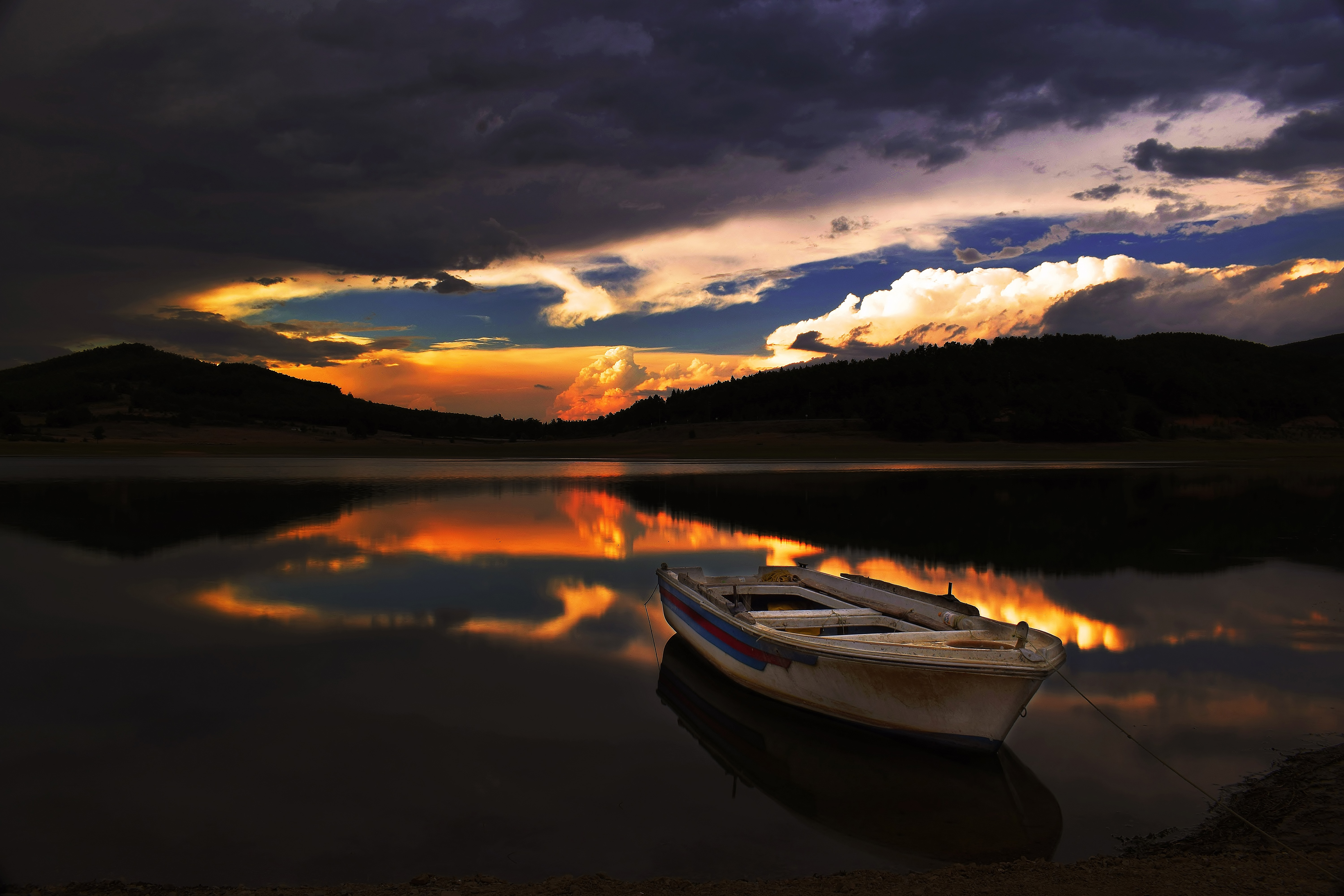

Le lac Plastíras (en grec moderne : Λίμνη Πλαστήρα) ou lac du Tavropós (λίμνη Ταυρωπού) est un lac artificiel alimenté par le Megdovas (aussi appelé Tavropós). Il est situé dans le district régional de Kardítsa, près de la ville de Kardítsa en Grèce.
Le lac est appelé d'après le général et homme politique grec Nikólaos Plastíras, qui a été le premier à réclamer la construction d'un tel édifice dans la région.
Il a donné son nom au dème (municipalité) de Lac Plastíras.
Depuis 2018, le site est inclus au sein du parc national des Tzoumérka, de la vallée de l'Achelóos, des Ágrafa et des Météores.

## Source
- (en) Cet article est partiellement ou en totalité issu de l’article de Wikipédia en anglais intitulé « Lake Plastiras » (voir la liste des auteurs).